# Hubovo
Hubovo este o comună slovacă, aflată în districtul Rimavská Sobota din regiunea Banská Bystrica, pe malul râului Hubovský potok⁠(d). Localitatea se află la altitudinea de 233 m deasupra n.m., se întinde pe o suprafață de 11,08 km2 și în 2017 număra 142 de locuitori.

## Istoric
Localitatea Hubovo este atestată documentar din 1235.

## Demografie
| An:                | 1994 | 2004    | 2014   | 2024    |
| ------------------ | ---- | ------- | ------ | ------- |
| Număr de persoane: | 170  | 142     | 134    | 113     |
| Diferență:         |      | −16,47% | −5,63% | −15,67% |

| An:                | 2023 | 2024   |
| ------------------ | ---- | ------ |
| Număr de persoane: | 113  | 113    |
| Diferență:         |      | +1,42% |